# Estación de Les Courtilles
La estación de Les Courtilles, de su nombre completo Asnières - Gennevilliers - Les Courtilles, es una estación del metro de París situada en los límites de las comunas de Asnières-sur-Seine y de Gennevilliers al norte de la capital. Es uno de los terminales de la línea 13 y terminal del ramal de Asnières, uno de los dos ramales en los que se divide la parte norte de la línea.

## Historia
La estación fue inaugurada el 14 de junio de 2008. Forma parte de la última ampliación de la línea 13. Debe su nombre a su ubicación geográfica entre las comunas de Asnières-sur-Seine y de Gennevilliers, siendo Les Courtilles el nombre de un barrio de Asnières. 

## Descripción
Es una estación moderna, con un diseño más cercano a las estaciones de la línea 14 que al clásico diseño del metro parisino. Se compone de dos vías y de dos andenes laterales. Las paredes usan un revestimiento que dan a la estación su color crema. En cuanto a la iluminación corre a cargo de numerosos brazos metálicos con varios puntos de luz que se apoyan en las paredes y recorren ambos andenes. Además, diversas pasarelas y estructuras sobrevuelan las vías. 